# Spaans esparcetteblauwtje
Het Spaans esparcetteblauwtje (Polyommatus fabressei) is een vlinder uit de familie Lycaenidae. De wetenschappelijke naam is gepubliceerd in 1910 door Charles Oberthür.

## Verspreiding
De soort komt voor in het noorden en oosten van Spanje.

## Vliegtijd
De vliegtijd is van eind juni tot in augustus in één generatie.

## Waardplanten en levensloop
De rups leeft op Onobrychis viciifolia. De eitjes worden op de bloemen afgezet waar de jonge rupsjes later van eten. Overwintering vindt plaats als jonge rups. Na overwintering worden de rupsen bezocht door mieren.